# 기대항
기대항(奇大恒, 1519년 ~ 1564년)은 조선 중기의 문신이다. 자는 가구(可久), 시호는 정견(貞堅)이며 본관은 행주(幸州)이다. 응교 기준(奇遵)의 아들로, 학자 기대승의 4촌형이다. 척신 이량의 측근이었으나, 1563년 이량이 허엽, 이문형, 기대승 등을 제거하려 하자 심의겸의 사주를 받고 이량 일파의 탄핵, 공격을 진두지휘하여 몰락시켰다.

## 생애
1546년(명종 1) 식년문과에 을과로 급제하여 관직에 올랐다. 그 뒤 삼사와 언관 등의 청요직을 두루 역임하고, 1551년 평안도암행어사로 부임하여 민폐를 살피고 탐관오리들을 적발하고 돌아왔다. 1552년 이조정랑, 1553년 사간원헌납, 1554년 사간원사간이 되고 이어 홍문관전한, 직제학을 지냈다. 1556년에는 황해도관찰사 겸 해주 목사(黃海道觀察使兼海州牧使)로 나갔다가 1557년 행용양위대호군에 임명되었다. 그 뒤 명종대의 권력자이며 인순왕후의 외삼촌인 이량의 측근이 되어 활동하였다. 1561년 대사간으로 재직 중 재변이 닥치자 재변소(災變疏) 6조목을 올려 경천(敬天), 법조(法祖), 무학(務學), 납간(納諫), 임현(任賢), 애민(愛民)에 힘쓸 것을 건의하였다.
1563년 홍문관부제학이 되었는데, 당시 권신이던 이량이 아들 이정빈을 이조전랑으로 앉히려다가 자신이 이조판서였으므로 상피제로 갈리자, 이정빈의 친구 유영길을 후임으로 임명했다. 그러나 허엽, 이문형, 기대승, 이산해 등이 이를 반대하자 이량은 대사헌 이감을 시켜 이들이 패거리를 만들고 선동한다고 탄핵하게 했다. 그러나 심의겸으로부터 이량이 사화를 일으켜 사류들을 숙청하려 한다는 말을 듣고, 심의겸 등과 함께 이량의 행동을 폭로하였다.
이때 이량을 옹호하던 대사헌 이감을 비롯한 사헌부의 죄상도 함께 탄핵하여 이량을 강계로 귀양보내고, 이감, 고맹영, 신사헌, 김백균, 신사헌, 신충헌 등 그 측근들의 관직을 삭탈하게는 한편, 새로 등용된 사림들을 옹호하였다. 그 뒤 대사헌이 되고 이조참판이 되었다가 1564년 공조참판을 거쳐 자헌대부로 승진, 한성부 판윤에 발탁되었으나 곧 사망했다. 정견(貞堅)의 시호가 내려졌다. 훗날 광해군 시절 영의정을 지낸 기자헌의 친조부이기도 하다.

## 가족 관계
- 아버지 : 기준
- 어머니 : 파평 윤씨 윤금손의 딸
- 부인 : 양주 조씨 조방종의 딸
- 첩 : 이름 미상, 그의 사후 정유길의 첩이 되었다.[1]
- 아들 : 기응세

## 기타
기대항은 정유길과 평소 친했으나, 정유길은 그의 사후 그의 첩을 차지하였다. 이는 은폐되다가 1588년(선조 22년) 중봉 조헌이 동인들을 탄핵하는 과정에서 알려지게 되었다.

## 같이 보기
- 이량
- 심통원
- 윤원형
- 이기
- 이감
- 심의겸
- 고맹영